# Scherfede (stacja kolejowa)
Scherfede (niem: Bahnhof Scherfede) – stacja kolejowa w Warburgu, w regionie Nadrenia Północna-Westfalia, w Niemczech. Znajduje się na linii Obere Ruhrtalbahn oraz na nieczynnej linii Holzminden – Scherfede.
Według klasyfikacji Deutsche Bahn ma kategorię 6.

## Linie kolejowe
- Linia Obere Ruhrtalbahn
- Linia Holzminden – Scherfede

## Połączenia kolejowe
RE 70 Sauerland-Express: Hagen Hbf – Schwerte (Ruhr) – Fröndenberg – Wickede – Neheim-Hüsten – Arnsberg – Oeventrop – Freienohl – Meschede – Bestwig – Olsberg – Brilon Wald – Bredelar – Marsberg – Westheim – Scherfede – Warburg – Hofgeismar – Kassel-Wilhelmshöhe - tak 60 min